# Paral·lel 75° nord
El paral·lel 75° nord és una línia de latitud que es troba a 75 graus nord de la línia equatorial terrestre. Travessa Europa, Àsia, l'Oceà Pacífic, Amèrica del Nord l'oceà Atlàntic.

## Geografia
En el sistema geodèsic WGS84, al nivell de 75° de latitud nord, un grau de longitud equival a 28,911 km; la longitud total del paral·lel és de 10.407 km, que és aproximadament 25,9% de la de l'equador, del que es troba a 8.326 km i a 1.676 km del pol Nord
Com tots els altres paral·lels a part de l'equador, el paral·lel 75° nord no és un cercle màxim i no és la distància més curta entre dos punts, fins i tot si es troben al mateix latitud. Per exemple, seguint el paral·lel, la distància recorreguda entre dos punts de longitud oposada és 5.204 km; després d'un cercle màxim (que passa pel Pol Nord), només és 3.353 km.

## Durada del dia
En aquesta latitud, el sol és visible durant 24 hores i 0 minuts a l'estiu, i resta sota l'horitzó tot el dia en solstici d'hivern.

## Arreu del món
Començant al meridià de Greenwich i dirigint-se cap a l'est, el paral·lel 75º passa per:
| Coordenades                               | País, territori o mar       | Notes                                                                  |
| ----------------------------------------- | --------------------------- | ---------------------------------------------------------------------- |
| 75° 0′ N, 0° 0′ E / 75.000°N,0.000°E      | Oceà Atlàntic               | Mar de Groenlàndia Mar de Noruega                                      |
| 75° 0′ N, 18° 27′ E / 75.000°N,18.450°E   | Mar de Barents              |                                                                        |
| 75° 0′ N, 55° 56′ E / 75.000°N,55.933°E   | Rússia                      | Nova Terra – Illa Séverni                                              |
| 75° 0′ N, 60° 26′ E / 75.000°N,60.433°E   | Mar de Kara                 | Passa al sud de les Illes de l'Institut Àrtic, Rússia                  |
| 75° 0′ N, 87° 19′ E / 75.000°N,87.317°E   | Rússia                      | Península de Taimir, passa a través de Llac Taimir                     |
| 75° 0′ N, 112° 53′ E / 75.000°N,112.883°E | Mar de Làptev               |                                                                        |
| 75° 0′ N, 137° 43′ E / 75.000°N,137.717°E | Rússia                      | Illes de Nova Sibèria – Illa Kotelni i Terra de Bunge                  |
| 75° 0′ N, 143° 36′ E / 75.000°N,143.600°E | Mar de la Sibèria Oriental  | Passa al sud de l'Illa Faddeievski, Rússia                             |
| 75° 0′ N, 147° 11′ E / 75.000°N,147.183°E | Rússia                      | Illes de Nova Sibèria - Nova Sibèria                                   |
| 75° 0′ N, 150° 42′ E / 75.000°N,150.700°E | Mar de la Sibèria Oriental  |                                                                        |
| 75° 0′ N, 165° 33′ E / 75.000°N,165.550°E | Oceà Àrtic                  |                                                                        |
| 75° 0′ N, 131° 54′ O / 75.000°N,131.900°O | Mar de Beaufort             |                                                                        |
| 75° 0′ N, 124° 7′ O / 75.000°N,124.117°O  | Estret de McClure           |                                                                        |
| 75° 0′ N, 115° 53′ O / 75.000°N,115.883°O | Canadà                      | Territoris del Nord-oest - Illa de Melville                            |
| 75° 0′ N, 114° 47′ O / 75.000°N,114.783°O | Golf de Liddon              |                                                                        |
| 75° 0′ N, 112° 29′ O / 75.000°N,112.483°O | Canadà                      | Territoris del Nord-oest - Illa de Melville Nunavut - Illa de Melville |
| 75° 0′ N, 106° 41′ O / 75.000°N,106.683°O | Canal del Vescomte Melville | Passa al sud de Illa de Byam Martin, Nunavut, Canadà                   |
| 75° 0′ N, 100° 11′ O / 75.000°N,100.183°O | Canadà                      | Nunavut – Illa de Bathurst                                             |
| 75° 0′ N, 98° 36′ O / 75.000°N,98.600°O   | McDougall Sound             |                                                                        |
| 75° 0′ N, 96° 36′ O / 75.000°N,96.600°O   | Canadà                      | Nunavut – Illa de Cornwallis                                           |
| 75° 0′ N, 93° 28′ O / 75.000°N,93.467°O   | Canal de Wellington         |                                                                        |
| 75° 0′ N, 92° 11′ O / 75.000°N,92.183°O   | Canadà                      | Nunavut – Illa Devon i Illa Philpots                                   |
| 75° 0′ N, 79° 31′ O / 75.000°N,79.517°O   | Badia de Baffin             |                                                                        |
| 75° 0′ N, 57° 48′ O / 75.000°N,57.800°O   | Groenlàndia                 | Glacera de Kjer                                                        |
| 75° 0′ N, 20° 24′ O / 75.000°N,20.400°O   | Groenlàndia                 | Terra del Rei Cristià X i illa Kuhn                                    |
| 75° 0′ N, 19° 20′ O / 75.000°N,19.333°O   | Oceà Atlàntic               | Badia Hochstetter                                                      |
| 75° 0′ N, 17° 30′ O / 75.000°N,17.500°O   | Groenlàndia                 | Illa Shannon                                                           |
| 75° 0′ N, 17° 24′ O / 75.000°N,17.400°O   | Oceà Atlàntic               | Mar de Groenlàndia                                                     |